# Arctoconopa taimyrensis
Arctoconopa taimyrensis is een tweevleugelige uit de familie steltmuggen (Limoniidae). De soort komt voor in het Palearctisch gebied.